# Bundesliga Femenina 2010-11
La Bundesliga Femenina 2010-11 fue la 21.ª edición de la máxima categoría de la liga de fútbol femenino de Alemania. Comenzó el 15 de agosto de 2010 y terminó el 13 de marzo de 2011. El equipo campeón fue 1. FFC Turbine Potsdam y el subcampeón 1. FFC Frankfurt que además se clasificaron a la Liga de Campeones Femenina de la UEFA.

## Clasificación
| Pos. | Equipo                     | Pts. | PJ | G  | E | P  | GF  | GC | Dif. | Clasificación o descenso     |
| ---- | -------------------------- | ---- | -- | -- | - | -- | --- | -- | ---- | ---------------------------- |
| 1    | 1. FFC Turbine Potsdam (C) | 58   | 22 | 19 | 1 | 2  | 67  | 17 | +50  | Calificó a Liga de Campeones |
| 2    | 1. FFC Frankfurt           | 57   | 22 | 19 | 0 | 3  | 103 | 16 | +87  | Calificó a Liga de Campeones |
| 3    | FCR 2001 Duisburg          | 51   | 22 | 16 | 3 | 3  | 61  | 19 | +42  |                              |
| 4    | Hamburger SV               | 38   | 22 | 12 | 2 | 8  | 42  | 42 | 0    |                              |
| 5    | FC Bayern Múnich           | 35   | 22 | 11 | 2 | 9  | 43  | 36 | +7   |                              |
| 6    | SC 07 Bad Neuenahr         | 33   | 22 | 11 | 0 | 11 | 54  | 48 | +6   |                              |
| 7    | VfL Wolfsburgo             | 32   | 22 | 10 | 2 | 10 | 52  | 46 | +6   |                              |
| 8    | Bayer 04 Leverkusen        | 21   | 22 | 6  | 3 | 13 | 32  | 67 | −35  |                              |
| 9    | SGS Essen                  | 20   | 22 | 5  | 5 | 12 | 27  | 50 | −23  |                              |
| 10   | FF USV Jena                | 19   | 22 | 5  | 4 | 13 | 24  | 57 | −33  |                              |
| 11   | 1. FC Saarbrücken          | 14   | 22 | 4  | 2 | 16 | 20  | 72 | −52  | Desciende a 2. Bundesliga    |
| 12   | Herforder SV               | 5    | 22 | 1  | 2 | 19 | 25  | 80 | −55  | Desciende a 2. Bundesliga    |

 Fuente: 

## Goleadoras

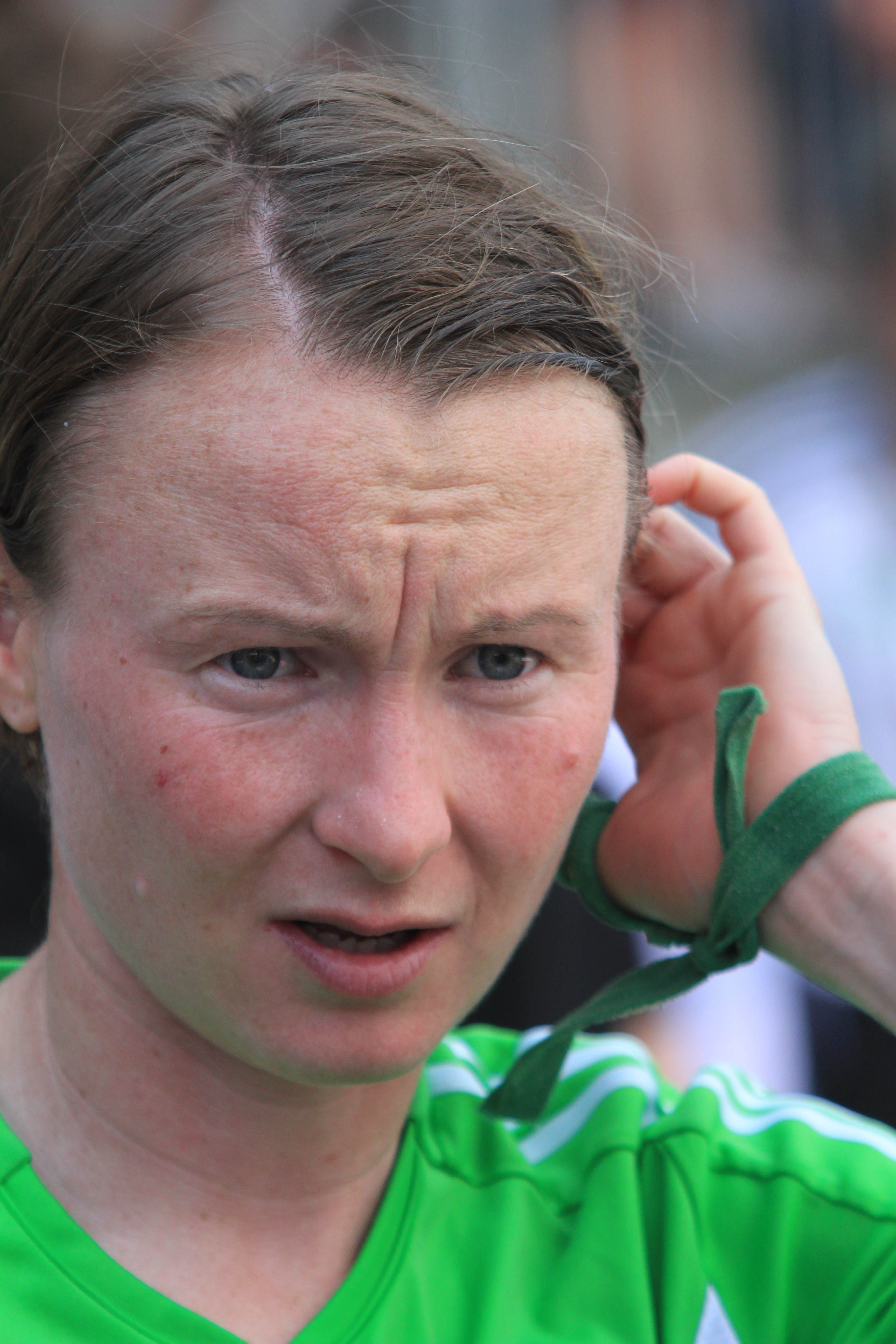
Conny Pohlers, goleadora de la temporada.

| Posición | Jugadora           | Club                   | Goles |
| -------- | ------------------ | ---------------------- | ----- |
| 1        | Conny Pohlers      | 1. FFC Frankfurt       | 25    |
| 2        | Birgit Prinz       | 1. FFC Frankfurt       | 23    |
| 2        | Inka Grings        | FCR 2001 Duisburg      | 23    |
| 2        | Kerstin Garefrekes | 1. FFC Frankfurt       | 23    |
| 5        | Martina Müller     | VfL Wolfsburgo         | 20    |
| 6        | Célia Šašić        | SC 07 Bad Neuenahr     | 17    |
| 7        | Anja Mittag        | 1. FFC Turbine Potsdam | 15    |
| 8        | Fatmire Alushi     | 1. FFC Turbine Potsdam | 13    |
| 8        | Genoveva Añonma    | FF USV Jena            | 13    |